# Brezavšček
Brezavšček je priimek v Sloveniji, ki ga je po podatkih Statističnega urada Republike Slovenije na dan 1. januarja 2010 uporabljalo 172 oseb in je med vsemi priimki po pogostosti uporabe uvrščen na 2.561. mesto.

## Znani nosilci priimka
- Aleš Brezavšček (*1972), alpski smučar
- Anja Brezavšček (Anja Clift) (*1987), flavtistka (prečna flavta)
- Branko Brezavšček, violinist
- Brina Jež-Brezavšček (*1957), skladateljica in pedagoginja
- Dušan Brezavšček (*1921), častnik JLA, pravnik, prevajalec, publicist (o Črnih bratih)
- Ivan Brezavšček (1878—1960), duhovnik, katehet
- Maruša Brezavšček (*1995), flavtistka (kljunasta flavta)
- Miroslav Brezavšček (1917—1931), dijak in narodni buditelj
- Pia Brezavšček, dramaturginja, teatrologinja, filozofinja, kritičarka; predsednica Društva za sodobni ples
- Josip Justin Brezavšček - Promotor slovenskega turizma za Nizozemske in Belgijske turiste, turistične delavce, novinarje. V nizozemščini.